# 恐頭龍屬
恐頭龍屬（學名：Dinocephalosaurus）是種已滅絕爬行動物，屬於原龍目的長頸龍科，生存於三疊紀中期的海洋，約2億4500萬年前。恐頭龍身長2.7公尺，其中1.7公尺是頸部與頭部。
模式種是東方恐頭龍（D. orientalis），是在2003年由中國科學院古脊椎動物和古人類研究所的李淳等人所敘述、命名。牠的屬名意為「有恐怖頭的蜥蜴」。恐頭龍目前僅發現兩個標本，正模標本（編號IVPP V 13767）包含頭顱骨與前三節頸椎，是在2002年發現於中國東南部貴州省盤縣的關嶺組（Guanling Formation）地層，並在2004年九月份的《科學》雜誌中被敘述。第二個標本（編號IVPP V 13898）則包含頭部、大部分顱後骨骼，只缺少尾巴。恐頭龍是第一個發現於中國的三疊紀中期的原龍類動物。
2017年发现的体内胚胎化石表示恐頭龍具有卵胎生特征。

## 敘述
恐頭龍的外表非常類似長頸龍，具有極長的頸部，兩者都被歸類於原龍目的長頸龍科。長頸龍的身長約6公尺，頸部長3公尺；而恐頭龍的身長約2.7公尺，頸部長1.7公尺。長頸龍的頸部有12節長頸椎，而恐頭龍的頸部則由至少25節頸椎構成。長頸龍、恐頭龍的長頸部，被推測是平行演化的結果。長頸龍的長頸部功能，目前還沒有定論；而長頸龍的長頸部功能，被推測是在海中捕抓獵物。恐頭龍與其他原蜥形類不同，是種完全水生動物，但被推測仍會返回陸地產卵。最新研究表明其可能是卵胎生。根據大部分原蜥形類的四肢結構，顯示牠們生存於陸地上；而成年恐頭龍的四肢骨化程度低，構造簡單，類似許多水生四足動物，顯示牠們可能已適應水生活。

## 古生物學
根據恐頭龍化石發現處的海相沉積層，恐頭龍應該是生存於淺海環境。恐頭龍的牙齒銳利而交錯，顯示牠們可能以魚類為食。恐頭龍可能利用長頸部搜尋、並捕抓獵物，在搜尋的過程中，長頸部可避免獵物看到恐頭龍的完整身體而逃走。恐頭龍的頸椎有明顯的橫突（Transverse processes），增加頸部肌肉的附著面積；而頸部肋骨與頸椎的關節連接處，接近前一節頸椎的後緣。李淳等研究人員根據這些特徵推測，恐頭龍的頸部動作不靈活，但能夠藉由頸部肌肉的收縮、擴張，擴張頸部的食道，將獵物吸入嘴中。綜合上述特徵，恐頭龍可能生存在淺海中，以長頸部搜尋、捕抓魚類，並將獵物吸入嘴中
在2005年，大衛·彼德斯（David Peters）等人提出不同結果的理論，認為恐頭龍的頸部無法做出收縮、擴張食道的動作，而且能做出靈活的頸部動作。根據大衛·彼德斯等人的重建圖，他們認為恐頭龍的胸部寬而平坦，眼睛、鼻孔位於頭顱骨頂端、上頜前端彎曲。大衛·彼德斯等人推測恐頭龍的游泳能力有限，而認為牠們應該是生存在淺海底層，以靈活的長頸部捕抓游經其上方的魚類。

## 分類
恐頭龍被歸類於主龍形下綱的原龍目，但其詳細分類位置仍未確定。恐頭龍、長頸龍具有許多類似的特徵，例如：極長的頸椎、頸椎與頸部肋骨的連結方式。在身體外形部分，恐頭龍則較類似巨踝足龍的大型標本。此外，恐頭龍、巨踝足龍都具有長而低矮頭顱骨，頭顱骨的眼眶後部分呈短而狹窄。

## 外部連結
- （英文）BBC的新聞網頁(附圖片) （页面存档备份，存于）
- （英文）恐頭龍
- （英文）New fossil sheds light on old mystery （页面存档备份，存于）
- （英文）科學家在中國發現長頸海生掠食動物 - AquaNews
- （英文）化石顯示長頸龍是種活躍的掠食動物(附化石圖) （页面存档备份，存于） - Chicago Chronicle
- （中文）远古海洋东方恐头龙的长颈之谜[永久]
- （英文）BBC的新聞網頁(附圖片) （页面存档备份，存于）